# Месас-де-Ібор
Месас-де-Ібор (ісп. Mesas de Ibor) — муніципалітет в Іспанії, у складі автономної спільноти Естремадура, у провінції Касерес. Населення — 180 осіб (2010).
Муніципалітет розташований на відстані близько 170 км на південний захід від Мадрида, 75 км на північний схід від Касереса.

## Демографія
Динаміка населення (INE ):